# دعم الولايات المتحدة لإسرائيل في الحرب الفلسطينية الإسرائيلية 2023
عقب اندلاع الحرب الفلسطينية الإسرائيلية 2023، بدأت الولايات المتحدة في إرسال سفن حربية وطائرات عسكرية إلى شرق المتوسط، وتزويد إسرائيل بالذخيرة والمعدات العسكرية.
صرحت الولايات المتحدة أن إسرائيل ستحصل على "كل ما تحتاجه"؛ لدعم هجوم مضاد على قطاع غزة؛ الذي تحكمه حماس. كما وعدت بتقديم المزيد من المساعدات العسكرية لإسرائيل. في 20 أكتوبر، أعلن جو بايدن أنه طلب من الكونجرس مساعدة إضافية بقيمة 14 مليار دولار.
أصبحت إسرائيل والولايات المتحدة معزولتين بشكل متزايد وسط تزايد الدعوات العالمية لوقف إطلاق النار، حيث استخدمت الأخيرة حق النقض ضد العديد من قرارات مجلس الأمن التابع للأمم المتحدة التي تدعو إلى وقف إطلاق النار وزيادة المساعدات الإنسانية للسماح بدخول غزة.  وقد أدانت جماعات حقوق الإنسان الدولية الولايات المتحدة لتقديمها الدعم العسكري والدبلوماسي الذي يهدد بالتواطؤ في جرائم حرب. وقد واجه بايدن معارضة متزايدة لدعم الولايات المتحدة لإسرائيل، بما في ذلك من داخل إدارته.

## الخلفية

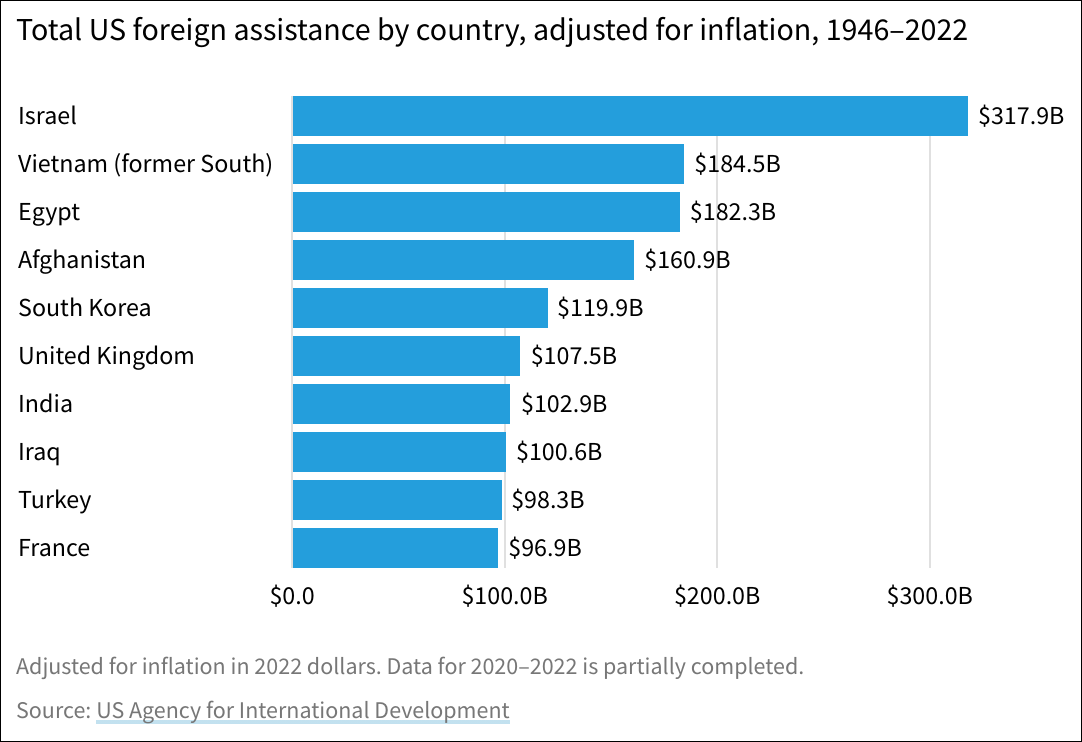
رسم بياني يوضح المستفيدين من الولايات المتحدة المساعدات الخارجية، 1946-2022

وقد قُتل أكثر من 36 ألف فلسطيني، معظمهم من الأطفال والنساء، في هذه المنطقة منذ بدء القصف الإسرائيلي، بحسب وزارة الصحة في غزة.
فرضت إسرائيل حصارًا كاملًا على غزة لمنع دخول الوقود والمياه إلى قطاع غزة، حيث يبدو أن الجيش الإسرائيلي يستعد لغزو بري على القطاع الساحلي الضيق والمكتظ بالسكان.
ووصفت الولايات المتحدة هجوم حماس الوقائي بأنه "غير مبرر"،وبدأت في إرسال سفن حربية وطائرات حربية إلى المنطقة، مستعدة لتزويد إسرائيل بكل ما تحتاجه.
دعت لجنة الحقوق المدنية الأمريكية الحكومة إلى معالجة القضايا الأساسية التي أدت إلى أعمال العنف الأخيرة، مثل حيازة الأراضي الفلسطينية غير القانونية منذ 56 عامًا وانتهاكاتها، حصار غزة لمدة 16 عامًا، "ونظام الفصل العنصري في جميع أنحاء فلسطين التاريخية».
منذ تأسيس إسرائيل في عام 1948، تلقت 158 مليار دولار من المساعدات العسكرية من الولايات المتحدة، مما يجعلها أكبر متلق في التاريخ.
وفي أعقاب انتصار إسرائيل على القوات العربية المحيطة بها في عام 1967 واحتلالها اللاحق للضفة الغربية والقدس الشرقية وغزة، ارتفعت المساعدات العسكرية المقدمة للبلاد كثيرًا، وتم إنشاء نظام القبة الحديدية، الذي بدأ تشغيله في عام 2011، بمساعدة الولايات المتحدة، المسؤولة عن توفير مكونات النظام، بما في ذلك تخصيص أكثر من 1.5 مليار دولار للدفاع الصاروخي لإسرائيل في عام 2022.
كجزء من اتفاقية قياسية بقيمة 38 مليار دولار على مدى عشر سنوات تم التفاوض عليها في عهد الرئيس الأمريكي السابق باراك أوباما في عام 2016، تجاوزت المساعدات العسكرية الأمريكية لإسرائيل 3.8 مليار دولار في عام 2023. ومن بين 3.8 مليار دولار من المساعدات العسكرية المقدمة لإسرائيل هذا العام، تم تخصيص نصف مليار دولار لإسرائيل، الدفاع الصاروخي الإسرائيلي. وأعلنت واشنطن أنها ستعمل على تجديد الذخيرة الإسرائيلية التي استخدمتها في الحرب الأخيرة ضد حماس.

## رد فعل عنيف لدعم الولايات المتحدة
وانتقدت منظمات حقوق الإنسان ومسؤولو الأمم المتحدة بشدة إدارة بايدن لاستخدامها حق النقض ضد عدة قرارات للأمم المتحدة تدعو إلى وقف فوري لإطلاق النار ومواصلة إرسال الأسلحة إلى إسرائيل. قال الرئيس الفلسطيني محمود عباس إن الولايات المتحدة متواطئة في جرائم الحرب، وقال الأمين العام لمنظمة العفو الدولية إن حق النقض أظهر أن الولايات المتحدة "تظهر استخفافًا صارخًا بمعاناة المدنيين في مواجهة عدد مذهل من القتلى".
قالت أطباء بلا حدود إن حق النقض "يتناقض بشكل حاد مع القيم التي تدعي أنها تتمسك بها"، وأن الولايات المتحدة توفر "غطاءً دبلوماسيًا للفظائع المستمرة في غزة". وقالت هيومن رايتس ووتش إن الفيتو والدعم العسكري "يخاطران بالتواطؤ في جرائم حرب". وبعد استخدام حق النقض، حصل قرار الجمعية العامة للأمم المتحدة الذي يدعو إلى وقف إطلاق النار على دعم ساحق، حيث صوتت 153 دولة لصالح القرار مقابل معارضة 10 دول. ودعا الرئيس التركي إلى إصلاح نظام مجلس الأمن الدولي الذي يسمح للأعضاء الخمسة الدائمين باستخدام حق النقض ضد القرارات التي تدعمها الأغلبية الساحقة من الدول.
أظهر استطلاع أجراه المركز العربي للأبحاث ودراسة السياسات أن 94% من المشاركين في ستة عشر دولة في الشرق الأوسط لديهم وجهة نظر سلبية حول سياسة الولايات المتحدة في الحرب، و76% لديهم وجهة نظر متضائلة تجاه البلاد بسبب سياساتها. في منشور على وسائل التواصل الاجتماعي، انتقد فلسطين بعثة الأمم المتحدة وزير الخارجية الأمريكي لعدم اعترافه بعشرات الآلاف من القتلى الفلسطينيين في منشوره بمناسبة مرور 100 يوم على بدء الحرب.
في 29 أكتوبر 2023، اتهمت النائبة الفلسطينية الأمريكية الوحيدة في الكونغرس، رشيدة طليب (ديمقراطية من ولاية ميشيغان)، إسرائيل بارتكاب إبادة جماعية، قائلة: "الرئيس بايدن، ليست كل أمريكا معك في هذا الأمر، وعليك أن تستيقظ". وافهموا، نحن نشاهد حرفيًا الناس يرتكبون إبادة جماعية". صرح ممثل مجلس النواب لويد دوجيت (ديمقراطي من تكساس) في 27 ديسمبر/كانون الأول 2023 أن سياسة الولايات المتحدة في إسرائيل قد فشلت. صرح النائب جيم ماكغفرن (ديمقراطي من ولاية ماساتشوستس) في 3 يناير/كانون الثاني 2024 أن تصريحات المسؤولين الإسرائيليين التي تدعو إلى التهجير القسري للفلسطينيين من غزة "مستهجنة". أصدر النائبان رشيدة طليب وكوري بوش (ديمقراطية من ولاية ميسوري) بيانًا مشتركًا بيان صدر في 12 يناير/كانون الثاني لدعم قضية جنوب أفريقيا ضد إسرائيل، جاء فيه: "يجب على الولايات المتحدة أن تتوقف عن محاولة تشويه وتقويض هذه القضية والنظام القانوني الدولي الذي تدعي أنها تدعمه". عضو الكونجرس رو خانا (ديمقراطي من ولاية كاليفورنيا). (أدان فال هويل (ديمقراطي من ولاية أوريغون) والسيناتور مايك لي (جمهوري من ولاية يوتا) ضربات بايدن الصاروخية لعام 2024 في اليمن في 12 يناير/كانون الثاني، مشيرين إلى أن الكونجرس وحده هو الذي لديه سلطة الموافقة على الحرب. حثت رسالة بتاريخ 19 يناير/كانون الثاني من 60 عضوًا في الكونغرس من الحزب الديمقراطي، وزير الخارجية الأمريكي أنتوني بلينكن على إدانة التهجير القسري للفلسطينيين من غزة بشدة. وأصدرت مجموعة مكونة من 12 عضوًا في الكونغرس اليهودي بيانًا في 19 يناير/كانون الثاني يدين معارضة نتنياهو لإقامة دولة فلسطينية، وجاء فيه: "نحن نختلف بشدة مع رئيس الوزراء. إن حل الدولتين هو الطريق إلى الأمام".
كتب عضو الكونجرس من تكساس لويد دوجيت في 24 كانون الثاني (يناير): "بعد كل ما فعلته أمريكا من أجله، إذا كان نتنياهو بحاجة إلى أن يكون قادرًا على قول لا لنا، فعلينا أن نقول له لا ونفعل ذلك الآن!" في كانون الثاني (يناير) وفي 24 تشرين الثاني/نوفمبر، طلبت مجموعة من خمسة أعضاء في الكونغرس من مكتب محاسبة الحكومة مراجعة ما إذا كانت الأسلحة المنقولة إلى إسرائيل تُستخدم في انتهاك القانون الدولي. انتقد مارك بوكان (ديمقراطي من ولاية ويسكونسن) قرار بايدن بتعليق تمويل الأونروا، قائلاً في 29 كانون الثاني (يناير): "تقوم الأونروا بإطعام 1.2 مليون شخص يوميًا، كما تساعد في توزيع المساعدات الآن على جميع الفلسطينيين المحتاجين. ويجب استعادة المساعدات الآن للمساعدة". الملايين من النازحين في غزة". قال تشوي جارسيا (ديمقراطي من إلينوي): "يجب على الولايات المتحدة التراجع عن قرارها بتجميد تمويل الأونروا. في 11 فبراير 2024، انتقدت عضوة الكونجرس كوري بوش الغزو الإسرائيلي الوشيك لرفح، وذكر أن "ما يقرب من نصف سكان غزة لجأوا إلى رفح. ليس هناك مكان آخر نذهب إليه". كما انتقد عضو الكونجرس رو خانا أيضًا رد بايدن على الهجوم الإسرائيلي المخطط له على رفح، قائلاً: "هذا ليس الوقت المناسب للعموميات الغامضة حول بذل المزيد من الجهد لحماية حياة المدنيين".

### عزلة الولايات المتحدة
أصبحت إسرائيل والولايات المتحدة معزولتين بشكل متزايد وسط الدعوات العالمية المتزايدة لوقف إطلاق النار.

### داخل إدارة بايدن
اعتبارًا من 7 يناير 2024، استقال مسؤولان من إدارة بايدن - جوش بول وطارق حبش، اللذان يعملان في مجال بيع الأسلحة في وزارة الخارجية ومستشار السياسات في وزارة التعليم على التوالي - اعتراضًا على دعم الولايات المتحدة لجهود الحرب الإسرائيلية. ووقع أكثر من اثني عشر من العاملين في حملة بايدن رسالة تطالب بشرط الدعم الأمريكي لإسرائيل ووقف إطلاق النار. قال بول لـ الجارديان إن الإدارة تشهد "مستويات غير عادية من المعارضة".

### خارج الولايات المتحدة
أعلن عبد الملك الحوثي، قائد جماعة الحوثي في اليمن، في 10 أكتوبر/تشرين الأول أن منظمته سترد باستخدام الصواريخ والطائرات بدون طيار بالإضافة إلى إجراءات عسكرية أخرى إذا تورطت الولايات المتحدة في نزاع غزة.
ووفقاً لأنييس كالامار الأمينة العامة لمنظمة العفو الدولية، في مواجهة عدد مذهل من القتلى، فإن استخدام الولايات المتحدة حق النقض ضد قرار آخر لمجلس الأمن التابع للأمم المتحدة لوقف إطلاق النار "يظهر استخفافاً صارخاً بمعاناة المدنيين". بالإضافة إلى ذلك، فإن واشنطن "استخدمت بوقاحة حق النقض (الفيتو) واستخدمته كسلاح لتقويض مجلس الأمن التابع للأمم المتحدة، مما أدى إلى تقويض مصداقيته وقدرته على الوفاء بتفويضه للحفاظ على السلام والأمن الدوليين"، وفقًا للبيان.
في فبراير 2024، ردت كالامارد على استخدام الولايات المتحدة حق النقض (الفيتو) ضد قرار آخر لوقف إطلاق النار في مجلس الأمن التابع للأمم المتحدة، قائلة: "عندما تستطيع الولايات المتحدة أن تفعل الشيء الصحيح: حماية الفلسطينيين من مخاطر الإبادة الجماعية الجسيمة؛ واحترام القانون الدولي والعالمية؛ ومنع عمليات القتل والمعاناة الجماعية - فاختارت الطريق المعاكس”.
يقول المدير التنفيذي لمنظمة أطباء بلا حدود، أفريل بينوا: "من خلال استخدام حق النقض ضد هذا القرار، تقف الولايات المتحدة وحدها في الإدلاء بصوتها ضد الإنسانية. ويتناقض حق النقض الأمريكي بشكل حاد مع القيم التي تدعي أنها تتمسك بها. ومن خلال الاستمرار في تقديم المساعدة الدبلوماسية ولتغطية الفظائع المستمرة في غزة، تشير الولايات المتحدة إلى أن القانون الإنساني الدولي يمكن تطبيقه بشكل انتقائي - وأن حياة بعض الناس أقل أهمية من حياة الآخرين... إن الفيتو الأمريكي يجعلها متواطئة في المذبحة في غزة.
وقالت جماعات حقوق الإنسان الدولية في بيان: "من خلال الاستمرار في تقديم الدعم العسكري والدبلوماسي لإسرائيل أثناء ارتكابها الفظائع، بما في ذلك العقاب الجماعي للمدنيين الفلسطينيين في غزة، فإن الولايات المتحدة متواطئة في جرائم الحرب".ref name="US risks ‘complicity">Ratcliffe، Rebecca (9 ديسمبر 2023). "US risks 'complicity in war crimes', says Human Rights Watch – as it happened". The Guardian. مؤرشف من الأصل في 2024-01-24.</ref>
ردًا على تصريح بايدن بأن تصرفات إسرائيل كانت "مبالغ فيها"، قال منسق السياسة الخارجية بالاتحاد الأوروبي جوزيب بوريل: "إذا كنت تعتقد أن عددًا كبيرًا جدًا من الأشخاص يُقتلون، فربما يتعين عليك توفير أسلحة أقل من أجل منع مقتل هذا العدد الكبير من الأشخاص".
بعد أربعة أيام من هجمات السابع من أكتوبر، وقع أعضاء الكونغرس الأمريكي على قرار غير ملزم نص على أن مجلس النواب "يقف جانب إسرائيل وهي تدافع عن نفسها ضد الحرب الوحشية التي تشنها حماس وغيرها من الإرهابيين وتأكيد على التزام الولايات المتحدة بأمن إسرائيل"، وتم تقديمه إلى مجلس النواب في 11 أكتوبر بواسطة النائب الديمقراطي مايكل ماكول، وفي 25 أكتوبر 2023 اجتذب التشريع 425 مؤيداً من الحزبين 222 نائب جمهوري و203 نائب ديمقراطي فيما صوت عشرة نواب فقط ضد القرار،، وهذا لحد بعيد أعلى مستوى تأييد مشترك لأي تشريع في دورة 118 للكونغرس وثاني أكثر التشريعات التي تمت رعايتها على الإطلاق (رقم 1 كان مشروع قانون عام 2011 لتوسيع نطاق الميثاق الفيدرالي للفيلق الأمريكي). وفي 7 نوفمبر 2023 صوت أعضاء مجلس النواب على قرار لصالح توجيه اللوم للنائبة الديمقراطية الأمريكية من أصل فلسطيني رشيدة طليب وتم تمريره بموافقة 224 نائباً، بينما عارضه 188 نائباً، على خلفية تعليقات أدلت بها عن الحرب بين إسرائيل وحماس، بحسب نص القرار الذي تبناه النائب الجمهوري ريتش ماكورميك من جورجيا فقد وجه المجلس لرشيدة اللوم بدعوى ترويجها "لروايات كاذبة" عن إسرائيل والترويج للخطاب المعادي للسامية، واستشهد الأعضاء على وجه التحديد بمقطع مصور نشرته طليب على وسائل التواصل الاجتماعي يحتوي على عبارة ترددها لفلسطين «من النهر إلى البحر، فلسطين ستكون حرة» واعتبارها معادية للسامية وتدعو للقضاء على إسرائيل، فيما دافعت رشيدة عن نفسها معتبرة أن الأمر محاولة لإسكاتها وتشويه مواقفها في قرارات مليئة بالأكاذيب الواضحة أن انتقاداتها لإسرائيل كانت موجهة دائمًا لحكومتها وقيادتها بقيادة رئيس الوزراء بنيامين نتنياهو. ولا يعني توجيه اللوم إبعاد العضو عن منصبه أو منعه من ممارسة حقوقه أو التمتع بالامتيازات، لكنه فقط تعبير عن الإدانة العلنية لسلوكه، إذ أن هذا السلوك لا يصل لحد الطرد الذي يتم تفعيله لمواجهة "سلوك مخل بالنظام" وتعتبر رشيدة طليب هي العضو 26 في قائمة منشورة على الموقع الإلكتروني للمجلس للأعضاء الذين تعرضوا لهذا الإجراء على مدار تاريخه،.
دعت رئيسة لجنة التعليم والقوى العاملة بمجلس النواب في الكونغرس الأمريكي النائبة الجمهورية فيرجينيا فوكس كلاً من رئيسات جامعة هارفارد: كلودين غاي، وجامعة بنسلفانيا: ليز ماجيل، ورئيسة معهد ماساتشوستس للتكنولوجيا: سالي كورنبلوث للإدلاء بشهادتهن في مسألة الاحتجاجات المعادية للسامية. وتعهدت فرجينيا فوكس بمحاسبة قادة الجامعات على معاداة السامية، وعقدت يوم 5 ديسمبر 2023 جلسة استماع بعنوان "محاسبة قادة الحرم الجامعي ومواجهة معاداة السامية"، لرؤساء هؤلاء الجامعات بشأن معاداة السامية في الحرم الجامعي على خلفية تصاعد الاحتجاجات الطلابية منذ اندلاع الحرب في غزة ما أدى لانتشار التظاهرات المؤيدة للقضية الفلسطينية في الجامعات الأمريكية بصورة منقطعة النظير، واستمرت الجلسة لأكثر من خمس ساعات واتسمت بالعدوانية أمام لجنة بالكونجرس وتعبر الجلسة جزءًا من سلسلة جلسات استماع لاحقة عقدها الكونغرس لفحص كيفية استجابة الجامعات لمزاعم معاداة السامية، ومن بين الجامعات الأخرى التي استجوبتها اللجنة جامعة هارفارد في ماساتشوستس، وجامعة كولومبيا في نيويورك، وجامعة بنسلفانيا. وجه النواب انتقادات لاذعة لتقاعس رؤساء الجامعات عن وقف معاداة السامية، ولم يتضمن إعلان جلسة الاستماع أي ذكر لخطط التحقيق في تصاعد الإسلاموفوبيا أو أشكال الكراهية الأخرى، رغم وقوع أحداث ارتبطت بكراهية الإسلام والمسلمين والفلسطينيين. تأتي هذه التحقيقات بعد أن اتهم عدد من الطلاب خلال مؤتمر صحفي استضافه الجمهوريون في مجلس النواب، الإدارات الجامعية بعدم حماية اليهود منذ بداية الحرب بين إسرائيل وحماس، مشتكين من شعورهم بالمضايقة والترهيب في الجامعات التي تمتلئ بشعارات معادية لإسرائيل. رفضت رئيسات الجامعات الثلاث الادعاءات بأنهن لا يقدمن ما يلزم لمكافحة معاداة السامية واعتبرن أن ارتفاع هذه الظاهرة لا يقتصر على جامعاتهن، وإنما يعود لموجة استقطاب كبرى في جميع أنحاء الولايات المتحدة وفي العالم أجمع بسبب الحرب التي تشنها إسرائيل في غزة، وأن موجة عداء السامية هذه يقابلها موجة مضادة من كراهية الإسلام، وإنهن يبذلن جهوداً حثيثة لمواجهة هذه الموجة من الكراهية داخل حرم جامعاتهن. كان لجلسات الاستماع تداعيتها إذ استقالت رئيسة جامعة بنسلفانيا ليز ماجيل يوم 9 ديسمبر بعد أيام من تعليقاتها التي تعرضت لانتقادات واسعة حول التعاطي مع حرية التعبير ومعاداة السامية، وبعد أقل من عام ونصف من تعيينها رئيسة، بعد تعليقات ماجيل أمام الكونغرس، طالب مجلس مستشاري وارتون استقالتها، كما هدد الرئيس التنفيذي لشركة ستون ريدج لإدارة الأصول روس ستيفنز بإلغاء الأسهم في مجموعته القابضة التي تم التبرع بها لوارتون، والتي بلغت قيمتها حينها 100 مليون دولار في حال لم تفدم ماجيل استقالتها. في 2 يناير 2024 أعلنت رئيسة جامعة هارفارد كلودين غاي استقالتها، بعدما أصبحت محط انتقاد أعضاء مجلس النواب وصف البعض باستجابتها غير الكافية لمعاداة السامية في الحرم الجامعي، هذا الأمر أدى لإثارة مزاعم بالسرقة الأدبية، ردًا على ذلك، طلبت جاي مراجعة خارجية تؤيد نزاهة عملها، ذكرت مؤسسة هارفارد أن المراجعة وجدت "بعض الأمثلة على الاستشهاد غير الكافي" و"اللغة المكررة دون الإسناد المناسب" في عملها، ولكن "لا يوجد انتهاك لمعايير هارفارد فيما يتعلق بسوء السلوك البحثي". وفي 6 ديسمبر، صادق الكونغرس الأمريكي على مشروع قرار قدمه النائب الجمهوري مايك لولر من نيويورك والذي تنص إحدى بنوده على المساواة بين معاداة الصهيونية ومعاداة السامية، وصوّت بالكونغرس ذي غالبيته الجمهورية، 311 نائباً لصالح مشروع القرار مقابل 14 صوتوا ضده وفي الوقت الذي امتنع فيه 92 نائباً ديمقراطياً عن التصويت لمشروع القرار، أشار القرار لتصاعد معاداة اليهود في الولايات المتحدة وحول العالم، كما تطرق للهجوم الذي نفذته حماس على إسرائيل، ويحمل دلالات التأكيد على حق إسرائيل في الوجود والإعترف بالحقائق التاريخية حول المحرقة واضطهاد اليهود، لكنه أغفل أي ذكر للفلسطينيين ومطالباتهم التاريخية في المنطقة، معلنا أن الشعب اليهودي "موطنه أرض إسرائيل"، ويتضمن ادعاءات يمكن استخدامها لقمع الانتقادات الموجهة لإسرائيل، بما في ذلك ممارستها للفصل العنصري. تسبب مشروع القرار بانتقادات واسعة لمساواته بين معاداة الصهيونية ومعاداة السامية اللتين برزتا كعنصرين مستقلين عن بعضهما البعض على مر التاريخ، خطوة من شأنها زيادة التقييد على حرية التعبير.
في 12 أكتوبر وفي زيارته التضامنية لإسرائيل بعد عملية «طوفان الأقصى» صرح وزير الخارجية الأميركي أنتوني بلينكن في مؤتمر صحفي مشترك مع رئيس الوزراء الإسرائيلي بنيامين نتنياهو، أن إدارة الكونغرس تعمل للتأكد على تلبية احتياجات إسرائيل الدفاعية المتزايدة، موضحا أنه «لم يأتِ لإسرائيل كونه وزيرًا لخارجية الولايات المتحدة فحسب؛ ولكن بصفته «يهودياً»، مكرراً الادعاء بأن "حماس" ذبحت الأطفال وحرقتهم قائلا "هذا كان واحد فقط من فظائع حماس الوحشية".
أعلن البنتاغون في 9 ديسمبر أن إدارة بايدن سمحت ببيع حوالي 14,000 طلقة من ذخيرة الدبابات لإسرائيل دون تصريح من الكونغرس، وذلك باستخدام سلطات الطوارئ. وفي 29 ديسمبر، فعلت ذلك مرة أخرى بقذائف مدفعية ومواد ذات صلة بقيمة 148 مليون دولار. وفي 26 يناير 2024 أوقفت إدارة بايدن مؤقتًا جميع التمويل الأمريكي لوكالة الأمم المتحدة لإغاثة وتشغيل اللاجئين الفلسطينيين في الشرق الأدنى (الأونروا)، إستناداً إلى مزاعم إسرائيلية بمشاركة 12 موظفًا منها في عملية 7 أكتوبر 2023 التي تقودها حماس (التي تصنفها الولايات المتحدة منظمة إرهابية) ضد إسرائيل. وفقًا لوزارة الخارجية، فإن التوقف المؤقت حال دون صرف ما يقرب من 300 ألف دولار من الأموال غير الملتزم بها للسنة المالية 2024 وما يزيد قليلاً عن 2.5 مليون دولار من الأرصدة الملتزمة ولكن غير المدفوعة للسنة المالية 2023 إلى الأونروا. في مارس 2024 حظر الكونغرس التمويل الأمريكي للأونروا من أي مبالغ مقدمة في السنوات المالية السابقة أو في السنة المالية 2024، أو المبالغ المقدمة في السنة المالية 2025 حتى 25 مارس 2025، كما أوقف بعض المانحين الرئيسيين الآخرين للأونروا تمويلهم في يناير/كانون الثاني، رغم أن العديد منهم - بما في ذلك الاتحاد الأوروبي وألمانيا - استأنفوا مساهماتهم منذ ذلك الحين، وهو ما يستند جزئيا للأزمة الإنسانية الملحة في غزة، وإلى تأكيدات الأونروا بأنها ستتخذ تدابير إضافية لدعم التخفيف من المخاطر المستقبلية لاحتمال تورط موظفيها وأصولها في الأنشطة الإرهابية. وأعربت إسرائيل عن «أسفها لاستئناف بعض الدول مساهماتها»، ردًا على الادعاءات المتعلقة بموظفي الأونروا، أصدرت الأونروا بيانًا عامًا قالت فيه إنها «ستنهي فورًا عقود هؤلاء الموظفين وتبدأ تحقيقًا». وقام الأمين العام للأمم المتحدة أنطونيو غوتيريش بتنشيط تحقيق فوري أجراه مكتب الأمم المتحدة لخدمات الرقابة الداخلية، وفي 26 أبريل/نيسان 2024، وقدم المتحدث باسم الأمين العام تحديثا بشأن التحقيق مشيرًا إلى أن المكتب وسعه من 12 إلى 19 شخصاً، بناء على المعلومات الواردة منذ يناير/كانون الثاني، وقام المكتب بعد ذلك بتعليق الجهود في أربع قضايا لعدم كفاية الأدلة، وأغلق قضية واحدة لأنه قال إن إسرائيل لم تقدم أي أدلة داعمة. ولا يزال أربعة عشر موظفا قيد التحقيق الذي يجريه المكتب، وجرت مراجعة منفصلة بالتوازي مع تحقيق المكتب في أوائل عام 2024، وفي منتصف يناير، أعلنت الأونروا عن «مراجعة كاملة ومستقلة للمنظمة». وفي أعقاب الادعاءات الإسرائيلية، تم رفع مستوى المراجعة المستقلة وإدراجها تحت رعاية مكتب الأمين العام للأمم المتحدة، قام الأمين العام بتعيين مجموعة مستقلة برئاسة وزيرة الخارجية الفرنسية السابقة كاثرين كولونا لتقييم حياد الأونروا وآليات الاستجابة، والتي أصدرت تقريرها النهائي في 20 أبريل 2024. وأظهرت النتائج بأن الأونروا لديها العديد من الآليات المعمول بها لضمان الامتثال للمبادئ الإنسانية بما في ذلك مبدأ الحياد، مع تحدد بعض الثغرات وتقدم التوصيات. وقد دعا رئيس الوزراء الإسرائيلي بنيامين نتنياهو لإنهاء مهمة الأونروا، وأفادت تقارير «أن الجيش الإسرائيلي قرر العمل على إضعاف الأونروا ومحاولة جعل منظمات أخرى تحل محل مهام المساعدة الإنسانية التي تضطلع بها». وبينما اتهمت إسرائيل الأونروا بتوظيف مئات الموظفين في غزة المرتبطين بالجماعات المسلحة، زاعمة أن حماس تحصل على الكهرباء من مرافق الأونروا، ذكرت الأخيرة أنها تتبادل المعلومات باستمرار مع إسرائيل وتتخذ إجراءات أخرى لمنع التطورات التي يمكن أن تهدد حيادها وافادت الأونروا أيضًًا أن بعض الموظفين أبلغوا عن تعرضهم لضغوط من قبل السلطات الإسرائيلية للإدلاء ببيانات كاذبة حول الإجراءات المزعومة والروابط التنظيمية لموظفي الأونروا.
أقر مجلس النواب الأمريكي يوم 13 مارس 2024 مشروع قانون حظى بدعم واسع من الحزبين من شأنه أن يجبر المالك الصيني لتطبيق تيك توك على بيع التطبيق الشهير أو حظره في الولايات المتحدة، إذ سارع زعماء الحزب الجمهوري لتمرير مشروع القانون في مجلس النواب مع مناقشة محدودة، تم تمريره بأغلبية 352 صوتاً مقابل 65، وهو ما يعكس الدعم واسع نطاق للتشريع الذي من شأنه أن يستهدف الصين وجاء هذا الإجراء رغم جهود تيك توك لحشد مستخدميها البالغ عددهم 170 مليونًا في الولايات المتحدة، وأعرب عدد من الجمهوريين والديمقراطيين عن معارضتهم لمشروع القانون بناءً على مخاوف تتعلق بحرية التعبير وشعبية تيك توك في الولايات المتحدة. لم تكن هي المرة الأولى التي يتم فيها التطرق لإجراء يمكن من حظر تيك توك على نطاق واسع للمستهلكين في الكونغرس، اذ كان التطبيق مهددًا منذ عام 2020، حيث جادل المشرعون بشكل متزايد بأن علاقة بكين بالشركة الأم بايت دانس لتطبيق تيك توك، تثير مخاطر على الأمن القومي، ويرجع كثيرون السبب الحقيقي لمحاربة التطبيق بهذا الوقت للزخم الذي اكتسبته القضية الفلسطينية على المنصة، خصوصاً بعد مساواة مجلس النواب الأميركي معاداة السامية مع معاداة الصهيونية، ما جعل الكثيرين ينظرون لأي محتوى ينتقد سياسات إسرائيل وأفعالها، وفق تقرير لوكالة إن بي سي إن هناك تخوف حول تأثير المحتوى على نظرة الشباب الأميركي لإسرائيل، إذ قال السيناتور ماركو روبيو على حسابه على إكس، إن "تيك توك أداة تستخدمها الصين لتروج لآرائها بين الأميركيين، والآن يتم استخدامها للتقليل من فظاعة إرهاب حماس". وصرح الرئيس الأميركي جو بايدن بأنه سيوقع على القانون ما إن يصل لمكتبه، وهو موقف يوازي موقف الرئيس السابق دونالد ترامب عام 2020، الذي حاول حظر تيك توك وفرض بيعه عبر قرار تنفيذي لكنه فشل بسبب تعقيدات قانونية. ولوحظ وجود سعي كبير من داعمي إسرائيل لشراء تيك توك، وفي هذا الصدد قال المدير السابق لمكتب المفوضية السامية لحقوق الإنسان في نيويورك كريغ مخيبر «إنهم لا يحاولون حظر تيك توك، إنهم يحاولون استخدام سلطة الحكومة للسماح لمالكين مؤيدين لإسرائيل بالاستيلاء عليه، لتكميم الانتقادات الموجهة ضد الإبادة والفصل العنصري» ويتصدر تلك الجهود وزير الخزانة الأميركي السابق ستيفن منوشين المعروف بعلاقته القوية بإسرائيل، والذي أعلن حشده مستثمرين لشراء التطبيق، وعبّرت الصين عن رفضها وبشدة أي بيع قسري للتطبيق، وعلق المتحدث باسم وزارة الخارجية الصينية وانغ ون بين في 9 مارس إن «أميركا تتعامل مع قضية بيع تيك توك بمنطق اللصوص حيث إنها تود الاستحواذ على ما ليس لها». وافق مجلس الشيوخ الأمريكي يوم 23 أبريل 2024 على تمرير مشروع قانون من شأنه حظر تطبيق تيك توك أو فرض بيعه، ما يمنح الشركة الأم الصينية بايت دانس ما يصل لعام واحد للتخلص منه قبل مواجهة حظره من متاجر التطبيقات الأمريكية. كجزء من حزمة مساعدات خارجية لأوكرانيا وإسرائيل وتايوان بقيمة 95 مليار دولار، تم تمرير التشريع بأغلبية 79 صوتاً مقابل 18 صوتاً من الحزبين الجمهوري والديمقراطي، وجاءت موافقة مجلس الشيوخ بعد أن أقر مجلس النواب بالكونغرس تشريع المساعدات الخارجية يوم 20 ابريل 2024 شملت حزمة المساعدات الخارجية 26.4 مليار دولار من الدعم العسكري لإسرائيل ومساعدات إنسانية لغزة.
وكانت أحد مظهر الانحياز الأمريكي تهديد 12 من أعضاء مجلس الشيوخ الأميركي للمدعي العام للجنائية الدولية كريم أحمد خان في 6 مايو 2024 من إصدار مذكرات اعتقال بحق رئيس الوزراء الإسرائيلي بنيامين نتنياهو ومسؤولين إسرائيليين آخرين، وجاء في الرسالة التي نشرت وحملت توقيع النواب الـ12، «أنه في حال إقدام المحكمة الجنائية الدولية على إصدار مذكرة اعتقال بحق نتنياهو ومسؤولين إسرائيليين آخرين، فإن الخطوة ستعتبر تهديدًا ليس فقط لسيادة إسرائيل، ولكن لسيادة الولايات المتحدة أيضا، مما ستترتب عليه عقوبات ثقيلة، فسوف نتحرك لإنهاء كل الدعم الأميركي للمحكمة الجنائية الدولية، ومعاقبة موظفيكم وشركائكم، ومنعكم وأسركم من دخول الولايات المتحدة». لم يقابل الدعوة أي تجريم لإجراء الأعضاء من مجلس الشيوخ وحتى الدعوة لاتخاذ إجراء من جانب مجلس الشيوخ بالرفض الفوري من جانب المدعي العام ميريك جارلاند والرئيس جو بايدن. الأمر الذي يفسر حالة الصمت في هذه الحالة على أنه موافقة ضمنية، ويذهب الأمر لأبعد من ذلك عندما وصف الرئيس الأمريكي بايدن طلبات الاعتقال التي قدمتها المحكمة الجنائية الدولية ضد القادة الإسرائيليين بالأمر المشين، وتعهد بالوقوف جانب إسرائيل، من جانبه صرح وزير الخارجية أنتوني بلينكن إن الولايات المتحدة رفضت مذكرات الاعتقال بشكل واضح، ويشكل خطر للجهود الرامية للتوصل لوقف لإطلاق النار وإطلاق سراح الرهائن واتفاق بين إسرائيل وحماس، وأعلن المدعي العام للمحكمة الجنائية الدولية كريم خان في 20 مايو/أيار أنه سيطلب إصدار أوامر اعتقال بحق رئيس الوزراء الإسرائيلي بنيامين نتنياهو ووزير الدفاع يوآف غالانت، بالإضافة لثلاثة من قادة حماس، بتهم ارتكاب جرائم حرب وجرائم ضد الإنسانية. ما أحدث ردت فعل غاضبة في واشنطن بشأن المدعي العام كريم خان. ووصف الرئيس الأمريكي بايدن في البيت الأبيض الإجراء الذي اتخذته محكمة لاهاي بأنه "شائن"، قائلًا "دعوني أكون واضحاً أياً كان ما يعنيه هذا المدعي العام، أياً كان ما يعنيه هذا المدعي العام، لا يوجد أي تكافؤ على الإطلاق بين إسرائيل وحماس". وكانت هناك انتقادات واضحة آخرى ففي حديثه أمام الكونجرس الأمريكي، وصف وزير الخارجية الأمريكي أنتوني بلينكين قرار خان بأنه "خاطئ للغاية" وقال "إننا نرفض مساواة المدعي العام بين إسرائيل وحماس، إنه أمر مخزٍ، فحماس منظمة إرهابية وحشية ارتكبت أسوأ مذبحة لليهود منذ الهولوكوست ولا تزال تحتجز عشرات الأبرياء رهائن، بمن فيهم أميركيون"، وأعرب عن استعداده للعمل مع الكونغرس بشأن "الرد المناسب"، وقال أن المحكمة الجنائية الدولية ليس لها اختصاص قضائي في هذه المسألة، قد يعرض للخطر الجهود الجارية للتوصل لاتفاق لوقف إطلاق النار في غزة.
مرر مجلس النواب تعديلًا يوم 27 يونيو 2024 يمنع وزارة الخارجية من الاستشهاد بإحصاءات وزارة الصحة بغزة لعدد القتلى في الحرب بين إسرائيل وحماس، ما يوقف فعليًا مناقشة وفيات الحرب، صوتت مجموعة من المشرعين من الحزبين بأغلبية 269 صوتًا مقابل 144 لصالح تمرير التعديل على مشروع قانون المخصصات السنوية لوزارة الخارجية. وانضمت مجموعة من 62 ديمقراطيًا إلى الجمهوريين باستثناء اثنين في التصويت لصالح الإجراء. قاد التعديل النواب جاريد موسكوفيتش، وجوش جوتهايمر، وجو ويلسون، ومايك لولر، وكارول ميلر. ويحتاج مشروع القانون لموافقة مجلس الشيوخ. قالت النائبة رشيدة طليب، الأمريكية الفلسطينية الوحيدة في الكونجرس، لمجلس النواب إنه «مثير للاشمئزاز» أن يدعم المشرعون التشريع.
أصدر 12 مسؤولاً حكومياً أميركياً يوم 2 يوليو 2024 بيان مشتركاً بعنوان «الخدمة في المعارضة» احتجاجاً على سياسات إدارة جو بايدن تجاه حرب غزة، متهمين إدارته بالتواطؤ في قتل وتجويع الفلسطينيين مع اقتراب الحرب الإسرائيلية على غزة من شهرها التاسع، حيث عبروا أن «الغطاء الدبلوماسي الأمريكي لإسرائيل والتدفق المستمر للأسلحة إلى إسرائيل يضمن تواطؤاً أمريكياً لا يمكن إنكاره في عمليات القتل والتجويع القسري للسكان الفلسطينيين المحاصرين في غزة».
أظهر تحليل أجرته صحيفة الغارديان أن مؤيدي حرب غزة في الكونغرس حصلوا على معظم الأموال من المانحين المؤيدين لإسرائيل في الانتخابات، وأن أعضاء الكونغرس الأكثر دعمًا لإسرائيل في بداية الحرب تلقوا أكثر من 100 ألف دولار في المتوسط من المانحين المؤيدين لإسرائيل كانوا من بين أوائل المطالبين بالدعم العسكري الأمريكي ويدعمون رد إسرائيل على أحداث 7 أكتوبر رغم ارتفاع عدد القتلى المدنيين في غزة. التحليل الذي ينظر في المواقف التي تم اتخاذها خلال الأسابيع الستة الأولى من الحرب، لا يثبت أن أي عضو غير موقفه لأنه تلقى تبرعات مؤيدة لإسرائيل، ومع ذلك يرى بعض خبراء تمويل الحملات الانتخابية الذين اطلعوا على البيانات أن إنفاق المانحين ساعد في تعزيز الدعم الساحق الذي يقدمه الكونغرس الأمريكي لإسرائيل.

## الجدول الزمني

### أكتوبر
- بعد ساعات من الحرب بين إسرائيل وحماس في 7 تشرين الأول (أكتوبر)، بدأت الولايات المتحدة بإرسال سفن حربية وطائرات حربية إلى المنطقة، مستعدة لتزويد إسرائيل بكل ما تحتاجه.[1]
  - أمر وزير الدفاع الأمريكي لويد أوستن بنشر البحرية الأمريكية التابعة لـ Carrier Strike Group 12، بقيادة يو إس إس جيرالد فورد.[82][83][1]
  - طلبت إسرائيل من الولايات المتحدة صواريخ اعتراضية من نوع القبة الحديدية، وقال الرئيس جو بايدن إن واشنطن ستقدم بسرعة معدات وموارد إضافية، بما في ذلك الذخيرة، التي ستصل إلى إسرائيل في غضون أيام.
  - قال وزير الخارجية الأمريكي أنتوني بلينكن إن واشنطن ستقدم "دعمها الكامل" لإسرائيل، مع إرسال قاذفات صواريخ موجهة وطائرات مقاتلة من طراز إف-35 من بين المعدات التي سيتم إرسالها.[1]

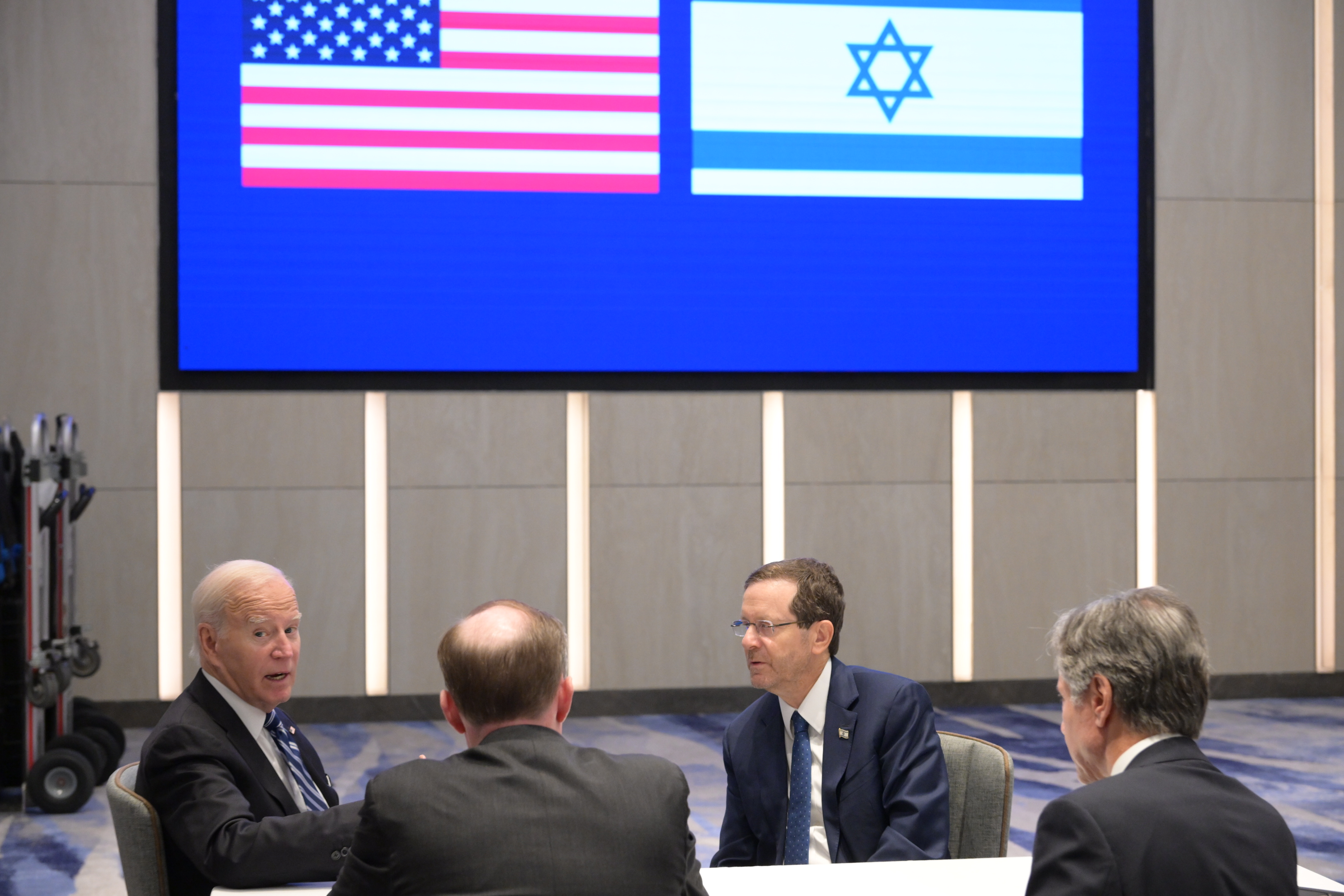
الرئيس الأمريكي جو بايدن ووزير الخارجية الأمريكي أنتوني بلينكن والرئيس الإسرائيلي إسحاق هرتسوغ في تل أبيب، إسرائيل، 18 أكتوبر 2023

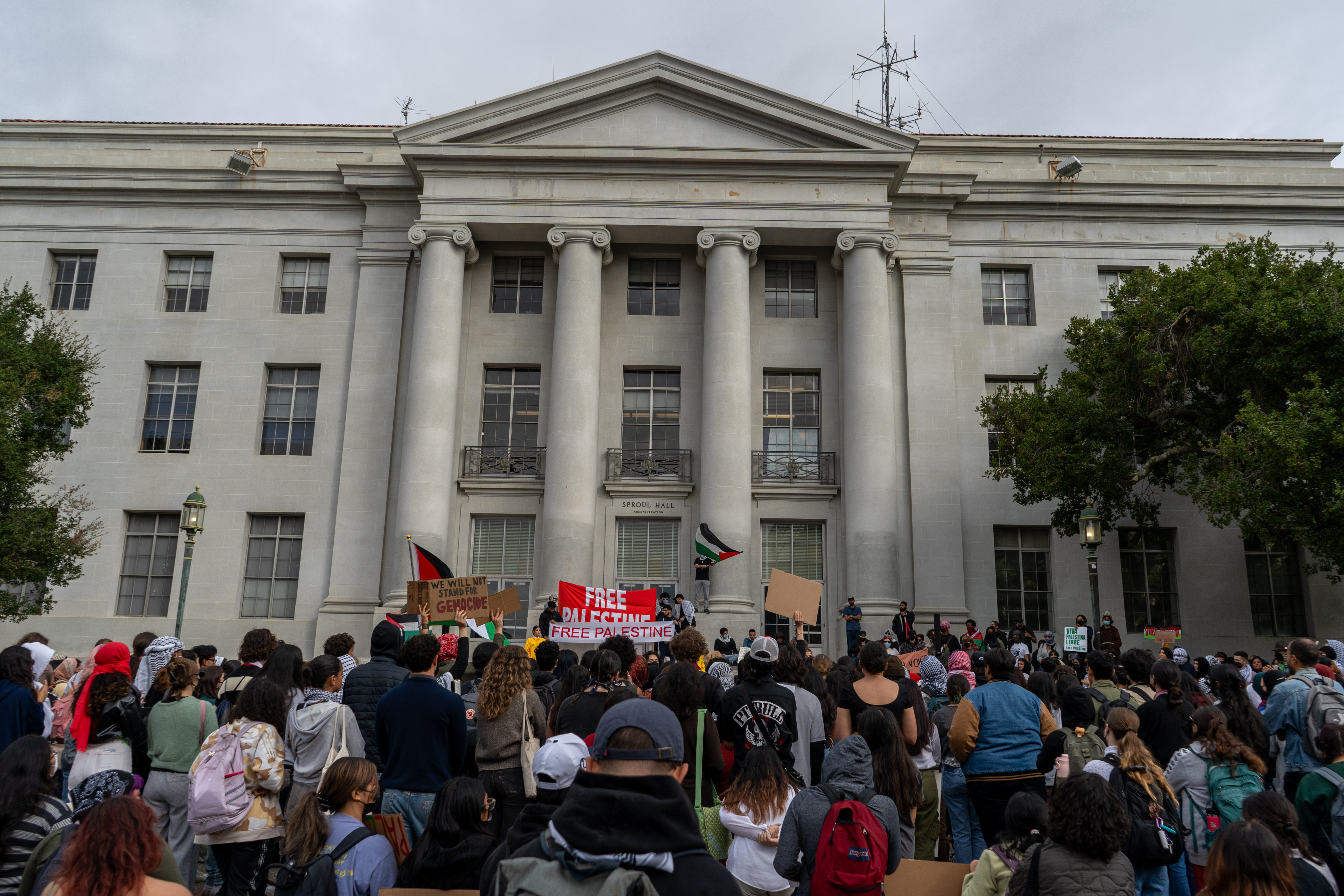
احتجاج مؤيد للفلسطينيين خارج Sproul Hall في جامعة كاليفورنيا، بيركلي، 25 أكتوبر/تشرين الأول 2023

- بحلول 10 أكتوبر/تشرين الأول، كان المزيد من السفن والقوات في طريقها إلى إسرائيل، وكان يجري إعداد قوات إضافية في الولايات المتحدة للانتشار إذا طلب ذلك. وكانت حاملة طائرات أمريكية ومجموعتها الهجومية موجودة بالفعل في شرق البحر الأبيض المتوسط، وغادرت حاملة طائرات أمريكية ثانية وكانت في طريقها إلى هناك.
  - بالإضافة إلى ذلك تم إرسال ثلاث سفن حربية بحرية إلى المنطقة. وتم إرسال عدد كبير من الطائرات إلى القواعد العسكرية الأمريكية في جميع أنحاء الشرق الأوسط، وتعاونت قوات العمليات الخاصة الأمريكية مع الجيش الإسرائيلي في التخطيط والاستخبارات.[1]

بينما تستعد إسرائيل لهجوم بري محتمل على غزة، تقوم إدارة بايدن وأعضاء بارزون في الكونجرس بإعداد حزمة مساعدات من الولايات المتحدة بتمويل إضافي يبلغ حوالي 2 مليار دولار لدعم إسرائيل، حسبما ذكرت مجلة تايم.
- في 12 تشرين الأول/أكتوبر، أكد وزير الخارجية أنتوني بلينكن التزام الولايات المتحدة بأمن إسرائيل خلال مؤتمر صحفي مع رئيس الوزراء الإسرائيلي بنيامين نتنياهو.[14]
- في 14 تشرين الأول/أكتوبر، أعلن وزير الدفاع لويد أوستن الثالث أنه أرسل حاملة طائرات ثانية إلى شرق البحر الأبيض المتوسط "لردع الأعمال العدائية ضد إسرائيل أو أي جهود تهدف إلى توسيع هذه الحرب". بالإضافة إلى ذلك، كانت القوات الجوية ترسل ضعف عدد أسراب طائرات F-16 وA-10 وF-15E كما كانت من قبل إلى منطقة الخليج العربي من أجل تكثيف وجود طائراتها الهجومية البرية هناك. وفقًا للمسؤولين، سيكون لدى الولايات المتحدة أسطول جوي يضم أكثر من 100 طائرة هجومية عند دمجها مع الأسراب الأربعة من طائرات F/A-18 المتمركزة على متن كل حاملة طائرات. بالإضافة إلى ذلك، وللمساعدة في جمع المعلومات الاستخبارية والتحضير لأي عمليات تهدف إلى تحديد مكان وإنقاذ الرهائن الـ 150 - من بينهم بعض الأمريكيين - الذين يُزعم أن حماس تحتجزهم، أرسل البنتاغون فريقًا صغيرًا من أفراد العمليات الخاصة إلى إسرائيل.[85]
- في 15 أكتوبر/تشرين الأول، أعلن البيت الأبيض أنه سيحاول هذا الأسبوع الحصول على موافقة الكونجرس على حزمة مساعدات أسلحة جديدة بقيمة 2 مليار دولار لإسرائيل وأوكرانيا.[86]
  - كما أمر وزير الدفاع الأمريكي لويد أوستن بالاستعداد لحوالي 2000 جندي للانتشار المحتمل في إسرائيل، حسبما ذكر العديد من مسؤولي الدفاع.[87][1]
  - وفقا لثلاثة مسؤولين أميركيين ومسؤول إسرائيلي، فإن إدارة بايدن كانت تناقش إمكانية استخدام القوة العسكرية إذا انضم حزب الله إلى حرب غزة.[88]
  - الولايات المتحدة مستعدة لإرسال المزيد من القوات كرادع إلى الشرق الأوسط إذا لزم الأمر.[89]
  - بحلول 17 أكتوبر/تشرين الأول، وصلت خمس شحنات من الأسلحة والمعدات الأمريكية إلى إسرائيل.[1] ووضعت الولايات المتحدة ألفي جندي في حالة تأهب قصوى ومددت انتشار حاملة طائرات في الشرق الأوسط.[90]

في 19 أكتوبر/تشرين الأول، بعد يوم واحد من سفره إلى إسرائيل، حث الرئيس الأمريكي الكونجرس على زيادة المساعدات العسكرية لإسرائيل وأوكرانيا.
- - ادعى بايدن أن حماس تهدف إلى "إبادة" الديمقراطية في إسرائيل.[92]
- في 21 أكتوبر، أعلن البنتاغون أنه سيتم نشر اثنين من أقوى أنظمة الدفاع الصاروخي لديه - بطارية ثاد وبطاريات باتريوت الإضافية في الشرق الأوسط. شرق.[2][93]

#### ردود أفعال أكتوبر
احتجاج مؤيد للفلسطينيين خارج قاعة سبرول في جامعة كاليفورنيا، بيركلي، 25 أكتوبر 2023
صرحت إيفا بورغواردت، المديرة السياسية لمنظمة IfNotNow، وهي منظمة يهودية تقدمية: "إن البيت الأبيض والعديد من المسؤولين في الحكومة الأمريكية واضحون كما ينبغي أن يكونوا أن مقتل 1000 إسرائيلي هو عدد كبير للغاية، وسؤالنا لهم هو: كم عدد القتلى الفلسطينيين؟ هل هي كثيرة؟"
وتوسلت ألكسندرا روخاس، المديرة التنفيذية لحزب العدالة الديمقراطي، الرئيس إلى اتخاذ إجراءات فورية لوقف الغزو البري الذي من شأنه أن "يضمن سقوط آلاف آخرين من المدنيين، ويقربنا من صراع إقليمي شامل في الشرق الأوسط، ويدفع الولايات المتحدة إلى القتال". "الدول إلى حرب أخرى لا نهاية لها" في بيان صدر وسط تزايد القصف وانقطاع الاتصالات في غزة.
كشفت دراسة أجرتها جامعة كوينيبياك في أعقاب الحرب بين إسرائيل وحماس أن 76% من الناخبين يعتقدون أن دعم إسرائيل يصب في المصلحة الوطنية للولايات المتحدة، وأن 64% وافقوا على إرسال أسلحة ومعدات عسكرية إلى إسرائيل. وكان هذا الدعم أكثر وضوحًا بين الفئات العمرية الأكبر سنًا، حيث رفض 51% ممن تقل أعمارهم عن 35 عامًا هذا الإجراء.
أظهر استطلاع أجرته NPR/PBS NewsHour/Marist أن 48% من جيل الألفية وأعضاء الجيل Z يعتقدون أن الولايات المتحدة يجب أن تعبر عن دعمها لإسرائيل.
وانخفض رأي الديمقراطيين في وظيفة بايدن بنسبة 11 بالمئة خلال أكتوبر 2023. وبحسب غالوب، فقد أدى بايدن إلى نفور بعض أعضاء حزبه من خلال عرضه السريع والحاسم لدعم إسرائيل.

### نوفمبر

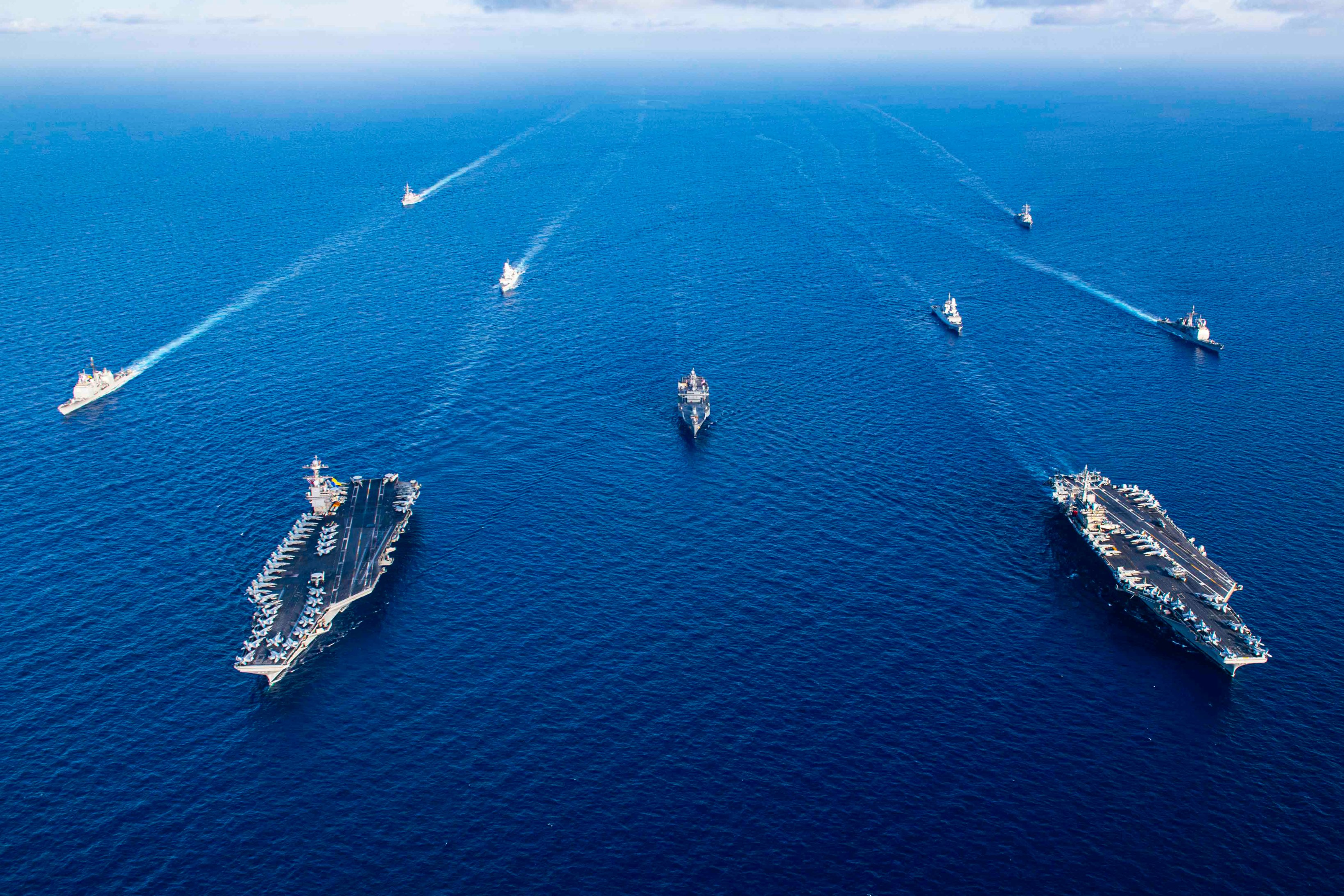
مجموعات حاملة الطائرات يو إس إس دوايت دي أيزنهاور ويو إس إس جيرالد آر فورد في نوفمبر 2023

- خطة جمهورية، وافق عليها مجلس النواب الأمريكي، تخصص 14.5 مليار دولار كمساعدات عسكرية لإسرائيل. كما تلقت إسرائيل أكبر قدر من المساعدات العسكرية من الولايات المتحدة مقارنة بأي دولة أخرى منذ الحرب العالمية الثانية، حيث تجاوزت المساعدات 124 مليار دولار.[96]

#### ردود أفعال نوفمبر

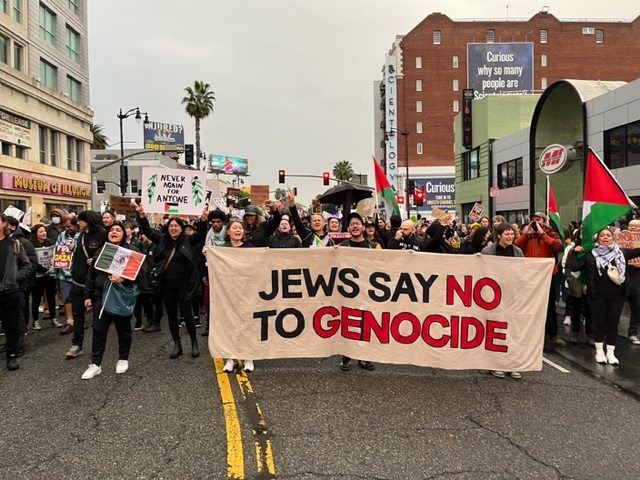
احتجاج مؤيد للفلسطينيين في لوس أنجلوس ضد الحرب في غزة ودور هوليوود في تجريد المسلمين من إنسانيتهم، نوفمبر 2023

وقد نبه فريق من الخبراء القانونيين إدارة بايدن والمدعي العام للمحكمة الجنائية الدولية إلى أن الحكومة الأمريكية قد تكون متورطة قانونيًا في حرب إسرائيل المستمرة ضد الفلسطينيين.
صرحت المديرة التنفيذية لمنظمة DAWN، سارة ليا ويتسن، أن طلب تمويل بايدن "لا يعطي الضوء الأخضر للتطهير العرقي فحسب، بل إنه يموله".
وأكد باراك أوباما في مقابلة أن "لا أحد يداه نظيفتان".
رفع مركز الحقوق الدستورية دعوى قضائية ضد جو بايدن واثنين من زملائه في الحكومة (نيابة عن منظمات حقوق الإنسان الفلسطينية، والفلسطينيين الذين يعيشون في غزة، والمواطنين الأمريكيين الذين لديهم عائلات في المنطقة المحاصرة) لفشلهم في التوقف والمساعدة والتحريض. "الإبادة الجماعية" في غزة. وقالت المواطنة الأمريكية ليلى الحداد، إحدى المدعيات في القضية (التي فقدت خمسة من أقاربها في غزة نتيجة للهجمات الإسرائيلية): "لقد دفعت لإسرائيل لتقتل أبناء عمومتي وخالتي، ليس هناك طريقتان للتغلب على ذلك، كانت أموال الضرائب الخاصة بي هي التي فعلت ذلك".
في نوفمبر 2023، انتشرت رسالة بن لادن إلى الشعب الأمريكي، المنشورة عام 2002، بسرعة كبيرة على تيك توك ووسائل التواصل الاجتماعي الأخرى. في الرسالة، ندد بن لادن بالعديد من أعمال العدوان الأمريكي مثل دعم الولايات المتحدة لإسرائيل، ودعم حرب القاعدة ضد الولايات المتحدة باعتبارها صراعًا دفاعيًا. وأعرب العديد من مستخدمي وسائل التواصل الاجتماعي، بما في ذلك الأمريكيون، عن معارضتهم للسياسة الخارجية الأمريكية من خلال مشاركة الرسالة ومحتوياتها على نطاق واسع. تمت إزالة الرسالة من موقع The Guardian بعد أكثر من 20 عامًا من وجودها عبر الإنترنت في صفحة الويب الخاصة بمنفذ الأخبار، وبدأت TikTok في إصدار عمليات إزالة لمقاطع الفيديو التي تحتوي على الرسالة. أشارت التقارير في صحيفة واشنطن بوست إلى أن انتشار الرسالة كان محدودًا قبل التغطية الإعلامية، ولم تكن رائجة أبدًا على TikTok، وأن العديد من مقاطع فيديو TikTok التي تغطي الرسالة كانت تنتقد بن لادن، وأن التغطية الإعلامية بالغت في أهميته، وزاد من انتشار الرسالة.

### ديسمبر
- يقول تقرير لصحيفة وول ستريت جورنال إن الولايات المتحدة أعطت إسرائيل مجموعة من الذخائر، بما في ذلك ما يسمى بالقنابل "الخارقة للتحصينات"، من أجل حربها في غزة. وذكر تقرير وول ستريت جورنال أن شحنات الأسلحة الأمريكية إلى إسرائيل منذ بداية الحرب شملت 15 ألف قنبلة و57 ألف قذيفة مدفعية 155 ملم، معظمها محمولة على طائرات شحن عسكرية من طراز سي-17. أرسلت الولايات المتحدة أيضًا أكثر من 5000 قنبلة غير موجهة من طراز Mk82، وأكثر من 5400 قنبلة من طراز Mk84، وحوالي 1000 قنبلة ذات قطر صغير من طراز GBU-39، وحوالي 3000 قذيفة JDAM. تقول صحيفة وول ستريت جورنال إن بعض الهجمات الإسرائيلية الأكثر دموية على قطاع غزة شملت استخدام قنابل كبيرة أمريكية الصنع، مثل تلك التي دمرت مجمعًا سكنيًا في مخيم جباليا للاجئين وقتلت أكثر من مائة شخص.[104]
- استخدمت الولايات المتحدة حق النقض (الفيتو) ضد قرار آخر لمجلس الأمن التابع للأمم المتحدة يدعو إلى وقف إطلاق النار لأسباب إنسانية في 8 ديسمبر/كانون الأول.[105]
- في 9 كانون الأول (ديسمبر)، قال البنتاغون إنه في اليوم السابق، استخدم بايدن سلطة الطوارئ لتخطي مراجعة الكونغرس لبيع ما يقرب من 14000 قذيفة دبابة بقيمة 106.5 مليون دولار للتسليم الفوري إلى إسرائيل.[106]
- في 29 كانون الأول (ديسمبر)، باعت حكومة الولايات المتحدة مرة أخرى على عجل لإسرائيل قذائف مدفعية وأسلحة ذات صلة بقيمة 147.5 مليون دولار لتجديد مخزون الأسلحة الإسرائيلي المتضائل.[107]

### يناير
- في 4 يناير/كانون الثاني، صرح جون كيربي أن الولايات المتحدة "لم تر أي شيء" فعلته إسرائيل من شأنه أن يجعل الولايات المتحدة تغير نهجها.[108]
- في 18 كانون الثاني (يناير)، قال المتحدث باسم وزارة الخارجية الأمريكية مات إيو ميلر: "إن دعمنا لإسرائيل يظل قويًا".[109]
- صرح رئيس الوزراء نتنياهو أنه لن يدعم قيام دولة فلسطينية وأنه فخور بأنه منع حتى الآن قيام دولة، مما دفع بايدن إلى التعليق بأنه يعتقد أن حل الدولتين لا يزال ممكنًا مع وجود نتنياهو في السلطة.[110]
- في 19 كانون الثاني (يناير)، قال جون كيربي: "ليس لدينا أي مؤشرات على وجود جهود متعمدة لارتكاب جرائم حرب" من قبل إسرائيل.[111]
- بريت ماكغورك، قائد التخطيط في البيت الأبيض لقطاع غزة بعد الحرب، كان يدفع بخطة من شأنها أن تستبدل الحد الأدنى من التدخل الإسرائيلي في الأراضي الفلسطينية بالتطبيع السعودي مع إسرائيل.[112]
- أنشأت وكالة المخابرات المركزية فريق عمل جديد لتوفير المعلومات الاستخبارية لإسرائيل فيما يتعلق بقادة حماس.[113]

#### ردود أفعال يناير
واستقال طارق حبش، مستشار السياسات بوزارة التعليم الأمريكية، قائلا: "لا أستطيع أن أمثل إدارة تجرد الفلسطينيين من إنسانيتهم بشكل منهجي وتمكنهم من التطهير العرقي".
صرح عالم السياسة بجامعة هارفارد ستيفن والت، أن "بايدن يبدو بلا قلب أو جاهل (أو كليهما) ويرى الكثيرون أنه ليس أفضل من ترامب".
وصف مركز المدنيين في الصراع فشل قرار ساندرز في التحقيق في امتثال إسرائيل للقانون الدولي بأغلبية 72 صوتًا مقابل 11 صوتًا بأنه "مخيب للآمال للغاية".
صرح آرون ديفيد ميلر، المسؤول السابق بوزارة الخارجية، أن سياسات جو بايدن حولت الولايات المتحدة إلى "محامي إسرائيل".
وفقًا للاستطلاع الذي أجراه استطلاع جامعة هارفارد CAPS-Harris يومي 17 و18 يناير/كانون الثاني 2024، قال 67% من المشاركين الأمريكيين إن وقف إطلاق النار في غزة يجب أن يتم فقط بعد إطلاق سراح جميع الرهائن الإسرائيليين وإزاحة حماس من السلطة. يعتقد 74% من المستطلعين الأمريكيين أن هجوم حماس كان إبادة جماعية، بينما يعتقد 34% من المستطلعين أن إسرائيل ترتكب إبادة جماعية.
وجد استطلاع للرأي أجرته مجلة إيكونوميست/يوجوف أن 49% من الشباب الذين تتراوح أعمارهم بين 18 و29 عامًا يوافقون على القول بأن إسرائيل ترتكب إبادة جماعية، كما يوافق 49% من الديمقراطيين المسجلين على أن إسرائيل ترتكب إبادة جماعية.
كتب بيرني ساندرز في مقال افتتاحي: "يجب على الولايات المتحدة أن تتوقف عن مطالبة إسرائيل بفعل الشيء الصحيح. لقد حان الوقت للبدء في إخبار إسرائيل بأن عليها القيام بهذه الأشياء وإلا فإنها ستفقد دعمنا".
أصدر الحزب الديمقراطي في أريزونا قرارًا يدعو إلى وقف إطلاق النار.
أصدرت مدينتي سان فرانسيسكو وشيكاغو قرارات تدعو إلى وقف إطلاق النار.

#### ردود أفعال مارس
صرح السفير السابق روبرت ستيفن فورد أن عدم قدرة الولايات المتحدة على إيصال المساعدات الإنسانية إلى غزة بأي طريقة أخرى غير الإنزال الجوي كان "أسوأ إذلال" للولايات المتحدة من قبل إسرائيل شهده على الإطلاق، بصرف النظر عن حادثة يو إس إس ليبرتي.
أظهر استطلاع أجرته مؤسسة غالوب أن الآراء الإيجابية عن إسرائيل انخفضت من 64% إلى 38% بين الشباب الذين تتراوح أعمارهم بين 18 و34 عامًا.
أظهر استطلاع للرأي أجراه معهد السياسة الاجتماعية والتفاهم أن الأمريكيين المسلمين كانوا أكثر احتمالا بثمانية أضعاف لدعم مرشح يدعو إلى وقف إطلاق النار.
أظهر استطلاع أجراه مجلس العلاقات الأمريكية الإسلامية أن 72 بالمائة من المسلمين الأمريكيين لا يوافقون على موقف بايدن من الحرب.

### الأمريكيون المسلمون والعرب
بين المجتمعات المسلمين والأمريكيين العرب، كان هناك رد فعل عنيف قوي على الدعم الأمريكي لإسرائيل، حيث تعهد البعض بالامتناع عن دعم بايدن في الانتخابات الرئاسية لعام 2024. وبحسب ما ورد كان الأمريكيون الفلسطينيون الذين لديهم عائلات في غزة "يناشدون الحكومة الأمريكية لإجلاء أفراد عائلاتهم". وأفاد البعض، بما في ذلك عضو الكونجرس السابق جاستن عماش، عن وفاة أفراد من عائلاتهم بسبب الغارات الجوية الإسرائيلية. كما انتقد المواطنون الأمريكيون العالقون في غزة رد فعل حكومة الولايات المتحدة على الصراع.

## قضايا حقوق الإنسان
صوتت الجمعية العامة للأمم المتحدة في 27 أكتوبر/تشرين الأول على قرار غير ملزم يدعو إلى وقف إطلاق النار لأسباب إنسانية لتمكين دخول الإغاثة إلى غزة؛ ووقفت الولايات المتحدة إلى جانب إسرائيل في رفض الاقتراح. وفي الأسبوع الماضي، استخدمت واشنطن حق النقض (الفيتو) ضد قرار مماثل لهذا القرار في مجلس الأمن التابع للأمم المتحدة.
التقدميون يقولون إن الحزمة البالغة 14.3 مليار دولار التي وعد بها البيت الأبيض إسرائيل تنتهك قانون ليهي|قانون ليهي لأن معظم ضحايا الهجوم الانتقامي الإسرائيلي على غزة مدنيون.
يحظر القانون على وزارة الخارجية الأمريكية ووزارة الدفاع تقديم الدعم الأمني للحكومات الأجنبية المشتبه في انتهاكها حقوق الإنسان.
ويشير مؤيدو القانون إلى العدد المتزايد من سكان غزة الذين يفقدون أرواحهم نتيجة للعمليات العسكرية، والترحيل القسري لأكثر من مليون شخص، وتصاعد الوضع الإنساني في أعقاب قيام السلطات الإسرائيلية بقطع إمدادات المنطقة من الوقود والغذاء والمياه. والكهرباء.
كتب عضو الكونجرس أندريه كارسون من ولاية إنديانا إلى صحيفة الغارديان، متهمًا إسرائيل بارتكاب "جرائم حرب" ومستشهدًا باستخدام قوات الدفاع الإسرائيلية المزعوم للفسفور الأبيض والقصف المميت الذي وقع هذا الأسبوع على مخيم جباليا للاجئين.
وكتب كارسون: "أنا قلق للغاية من احتمال استخدام أموال دافعي الضرائب لدينا في انتهاكات حقوق الإنسان".
وأعلنت إدارة بايدن في وقت سابق من هذا الأسبوع أنها لا تفرض أي قيود على استخدام إسرائيل للأسلحة التي زودتها بها الولايات المتحدة. ووفقاً للمتحدثة باسم البنتاغون سابرينا سينغ، فإن "هذا الأمر متروك لقوات الدفاع الإسرائيلية لاستخدامه في كيفية إجراء عملياتها... لكننا لا نضع أي قيود على ذلك".
وقال أسامة أندرابي، مدير الاتصالات بحزب العدالة الديمقراطي: "أعتقد أنه يجب بالتأكيد النظر في قانون ليهي الآن، عندما نشهد انتهاكات جسيمة لحقوق الإنسان". "[الإسرائيليون] يستهدفون مخيمات اللاجئين والمستشفيات والمساجد تحت ستار الدفاع عن النفس أو أن أحد أعضاء حماس يختبئ هناك. لا يهم إذا كانت حماس موجودة هناك أم لا، لأنكم تستهدفون المدنيين. لا ينبغي تبرير أي مبلغ من دولارات الضرائب لذلك".
مثل كارسون، ذكرت ألكسندريا أوكاسيو كورتيز خصوصًا الاستخدام المزعوم للفسفور الأبيض، كما أكدت منظمة العفو الدولية وهيومن رايتس ووتش، باعتباره انتهاكًا يجب أن يمنع إسرائيل من الحصول على المساعدات من الولايات المتحدة. وأضافت أن "نشر الفسفور الأبيض بالقرب من مناطق مدنية مأهولة بالسكان يعد جريمة حرب".
وبعد استخدام حق النقض ضد قرار آخر في مجلس الأمم المتحدة في 8 ديسمبر/كانون الأول، أصدرت منظمات حقوق الإنسان الدولية البيان التالي: "من خلال الاستمرار في تزويد إسرائيل بالأسلحة والغطاء الدبلوماسي أثناء ارتكابها الفظائع، بما في ذلك العقاب الجماعي للسكان المدنيين الفلسطينيين في غزة". فإن الولايات المتحدة تخاطر بالتواطؤ في جرائم الحرب".

### التواطؤ المزعوم في الإبادة الجماعية

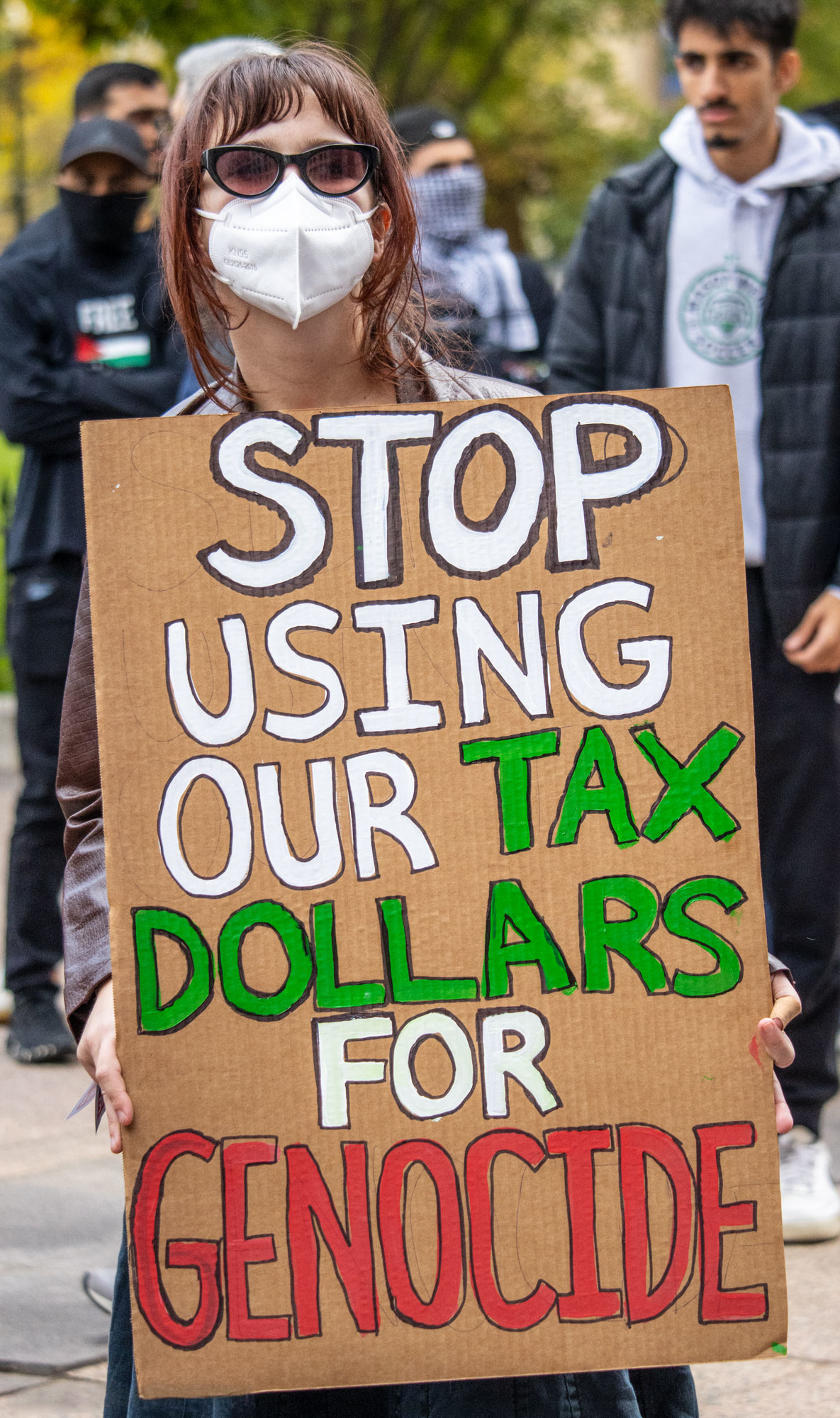
Pro-Palestinian protester in Columbus, Ohio, United States, 18 October 2023

يعتقد بعض العلماء أن أمريكا متواطئة في إبادة جماعية مزعومة ترتكبها إسرائيل ضد الفلسطينيين. وحذر محامو مركز الحقوق الدستورية إدارة بايدن من إمكانية تحميلهم المسؤولية "لفشلهم في منع الإبادة الجماعية التي ترتكبها إسرائيل، وكذلك لتواطؤهم، من خلال تشجيعها ودعمها ماديا".
في نوفمبر 2023، أطلق منتقدو الرئيس جو بايدن لقب "جو الإبادة الجماعية" بسبب دعمه لإسرائيل. قال المتحدث باسم مجلس الأمن القومي جون كيربي، الذي وصفته وسائل الإعلام الإسرائيلية "واي نت" بأنه "مدافع إسرائيلي بارع بشكل استثنائي"، إن "إسرائيل تحاول الدفاع عن نفسها ضد الإبادة الجماعية" التهديد الإرهابي. لذا، إذا كنا سنبدأ في استخدام هذه الكلمة، فلنستخدمها بشكل مناسب".
أثناء رفع دعوى قضائية ضد جو بايدن باعتباره أكبر مقدم للمساعدات العسكرية لإسرائيل، قال مركز الحقوق الدستورية (CCR) إن "الولايات المتحدة لديها الوسائل المتاحة ليكون لها تأثير رادع على المسؤولين الإسرائيليين الذين يتابعون الآن أعمال الإبادة الجماعية ضد الشعب الفلسطيني في غزة". في إعلان في الدعوى القضائية، قال الباحث في مجال الإبادة الجماعية وليام شاباس إنه من وجهة نظره كان هناك "خطر جدي للإبادة الجماعية" وأن الولايات المتحدة "خرقت التزامها" بموجب 1948 الإبادة الجماعية] الاتفاقية والقانون الدولي.
اتهمت رشيدة طليب، عضو الكونغرس الديمقراطي عن ولاية ميشيغان، جو بايدن بدعم "الإبادة الجماعية للشعب الفلسطيني".

## اللوبي المؤيد لإسرائيل
في 30 أكتوبر/تشرين الأول، أصدرت إيباك، وهي مجموعة ضغط رائدة مؤيدة لإسرائيل، انتقادًا عامًا لأعضاء الكونجرس الذين صوتوا ضد قرار مجلس النواب رقم 771، الذي أعرب عن دعمه لإسرائيل. رداً على ذلك، دافع الجمهوري توماس ماسي عن تصويته بالقول إنه يعترض على "وعد مفتوح للدعم العسكري" واسع النطاق، بينما دافع الديمقراطيون كوري بوش، ومارك بوكان، والإسكندرية أوكاسيو عن تصويته. -كورتيز اتهمت إيباك بالإضرار بالديمقراطية الأمريكية. في الأول من تشرين الثاني (نوفمبر)، اتهمت إلهان عمر أيباك بنشر إعلانات معادية للإسلام ضدها. في 2 نوفمبر/تشرين الثاني، تم استهداف عضوة الكونغرس رشيدة طليب، وهي من أصل فلسطيني، في حملة إعلانية تلفزيونية بقيمة 100 ألف دولار من قبل الأغلبية الديمقراطية لإسرائيل.
أصدر مجلس النواب الذي يسيطر عليه الجمهوريون في 5 ديسمبر/كانون الأول قراراً يتضمن لغة تقول إن المجلس "يصرح بوضوح وحزم أن معاداة الصهيونية هي معاداة للسامية". كما أدانت المنظمة شعار "من النهر إلى البحر". أظهر تحليل من الجارديان أن أعضاء الكونجرس الذين كانوا يدعمون إسرائيل منذ بداية الحرب تلقوا ما متوسطه 100 ألف دولار من المانحين المؤيدين لإسرائيل أكثر من زملائهم المؤيدين للفلسطينيين. أظهر تحليل ملفات لجنة الانتخابات الفيدرالية أن رئيس مجلس النواب مايك جونسون تلقى 95 ألف دولار من أيباك.

## نقل الأسلحة
وأثارت إدارة بايدن جدلا بعد تجاوز الكونجرس في مناسبات متعددة للسماح ببيع الأسلحة للجيش الإسرائيلي. استقال جوش بول، وهو مسؤول كبير في وزارة الخارجية متخصص في نقل الأسلحة، بعد أن قال إن الحكومة الأمريكية تواصل بيع الأسلحة لإسرائيل على الرغم من سجلها في انتهاكات حقوق الإنسان. وجد تحقيق أجرته صحيفة الغارديان أن الحكومة الأمريكية تستخدم آليات خاصة لحماية إسرائيل من قوانين حقوق الإنسان المحلية. على عكس الدعم العسكري الأمريكي لأوكرانيا، كانت تفاصيل الأسلحة المرسلة إلى إسرائيل غامضة. وأظهرت تفاصيل مسربة أن الولايات المتحدة أرسلت صواريخ موجهة بالليزر، وقذائف 155 ملم، ومركبات عسكرية جديدة، من بين أشياء أخرى، بناء على طلب إسرائيل.

### ردود أفعال شهر فبراير
أظهر استطلاع للرأي أجرته وكالة أسوشيتد برس ومركز NORC لأبحاث الشؤون العامة أن 50 بالمائة من البالغين الأمريكيين يعتقدون أن الهجوم الإسرائيلي على غزة قد ذهب إلى أبعد من اللازم.
واجه جو بايدن احتجاجات كبيرة خلال توقف حملته الانتخابية في ميشيغان، حيث قال أحد المتظاهرين: "لا يوجد شيء من شأنه أن يجعلني أصوت لرئيس إبادة جماعية على الإطلاق".
وجد استطلاع أجرته شبكة إن بي سي نيوز أن 15% فقط من الناخبين الذين تقل أعمارهم عن 35 عامًا وافقوا على نهج بايدن في الحرب، بينما رفض 70% منهم.
تجاوز مجلس مدينة مينيابوليس حق النقض الذي استخدمه عمدة المدينة لتمرير قرار لوقف إطلاق النار.
ووصفت الممثلة الأمريكية رشيدة طليب نتنياهو بأنه "مهووس بالإبادة الجماعية" خلال خطاب ألقاه في الكونجرس.
انتقد مجلس العلاقات الإسلامية الأمريكية بايدن لفشله في حماية المواطنين الأمريكيين الذين قتلتهم إسرائيل، بما في ذلك توفيق عجاق وشيرين أبو عاقلة.
وجدت دراسة أجراها معهد السياسة الاجتماعية والتفاهم أن الأغلبية في الولايات المتحدة تؤيد وقف إطلاق النار.
ودعا مجلس أساقفة الكنيسة الأسقفية الميثودية الأفريقية الولايات المتحدة إلى التوقف فورًا عن تمويل إسرائيل أو تقديم أي دعم آخر، قائلًا: "بعد هذا التعذيب، يخططون لقتلهم. ومن المحتمل أن تكون الولايات المتحدة الأمريكية قد دفعت ثمن الأسلحة التي اشتروها" الاستخدام. ويجب عدم السماح بحدوث ذلك".
وقال مدير مجلس العلاقات الأمريكية الإسلامية نهاد عوض: "على الرئيس بايدن أن يتوقف عن التصرف كمحامي الدفاع عن بنيامين نتنياهو وأن يبدأ في التصرف مثل رئيس الولايات المتحدة". 
صرح البروفيسور ستيفن زونس أن سياسة بايدن في غزة كانت لا تحظى بشعبية بين الناخبين الشباب أكثر من سياسة نيكسون في حرب فيتنام في السبعينيات.
في 25 فبراير 2024، ارتكب آرون بوشنل، وهو جندي يبلغ من العمر 25 عامًا في القوات الجوية للولايات المتحدة، عملية تضحية بالنفس خارج البوابة الأمامية لسفارة إسرائيل في واشنطن العاصمة احتجاجًا على الدعم الأمريكي المستمر لإسرائيل. الحرب. وأعلن أنه "لن يكون متواطئا بعد الآن في الإبادة الجماعية" قبل أن يغمر نفسه بسائل قابل للاشتعال ويشعل النار في نفسه. وصرخ مراراً وتكراراً "فلسطين حرة" وهو يحترق. بعد أن قام المستجيبون الأوائل بإطفاء النيران، تم نقله إلى مستشفى محلي في حالة حرجة حيث توفي لاحقًا. وتعليقًا على الحادث، أكد السكرتير الصحفي للبنتاغون باتريك س. رايدر دعم الولايات المتحدة للعمليات الإسرائيلية.
صرح دوف واكسمان، الأستاذ بجامعة كاليفورنيا، "من المثير للاهتمام أن معظم الناخبين الأمريكيين - الديمقراطيين والجمهوريين على حد سواء - لا يوافقون، وفقًا للاستطلاعات، على الطريقة التي يتعامل بها الرئيس بايدن مع هذه الحرب".

## تفاعلات
- أظهر استطلاع للرأي أجري في 19 كانون الأول (ديسمبر) نيويورك تايمز/كلية سيينا أن 57 بالمائة من الأمريكيين لا يوافقون على طريقة تعامل جو بايدن مع الصراع، مع تأييد أغلبية لإسرائيل لإنهاء أعمالها العسكرية لحماية المدنيين. اعترض ثلاثة أرباع الذين تتراوح أعمارهم بين 18 و29 عامًا على طريقة تعامل بايدن، وقال نصفهم إن إسرائيل تقتل المدنيين عمدًا، وقال ثلاثة أرباعهم إنها لا تتخذ الاحتياطات الكافية للمدنيين. [174]
- صرح السيناتور الأمريكي كريس فان هولين (ديمقراطي من ولاية ماريلاند)، أن "هناك فجوة كبيرة بين ما تقول الولايات المتحدة أنه ضروري، وما تستعد حكومة نتنياهو للقيام به. وعندما ترى هذه الفجوات الكبيرة، والولايات المتحدة تبدو عاجزة".[175]
- ذكر ممثل مجلس النواب الأمريكي لويد دوجيت (ديمقراطي من تكساس) أن سياسة الولايات المتحدة في إسرائيل قد فشلت. [31]
- انتقد السيناتور الأمريكي تيم كين (ديمقراطي من فرجينيا) بيع بايدن الطارئ للأسلحة إلى إسرائيل، قائلاً: "لماذا يجب على الإدارة تجاوز الكونجرس بشأن مبيعات الأسلحة إلى أي دولة؟ تجاوز الكونجرس = إبقاء الجمهور الأمريكي في الظلام. "[176]
- أظهر الاستطلاع الذي أجراه شبلي تلحمي في جامعة ميريلاند، كوليدج بارك أن عدد الديمقراطيين الذين تقل أعمارهم عن 35 عامًا والأقل احتمالية للتصويت لبايدن بسبب الحرب ارتفع إلى 21 بالمئة في أسبوعين فقط. [177]
- ذكر ممثل الولايات المتحدة جيم ماكغفرن (ديمقراطي من ولاية ماساتشوستس) أن تصريحات المسؤولين الإسرائيليين التي تدعو إلى التهجير القسري للفلسطينيين من غزة كانت "مستهجنة". [32]
- استقال طارق حبش، مستشار السياسات في وزارة التعليم الأمريكية، قائلاً: "لا أستطيع أن أمثل إدارة تجرد الفلسطينيين من إنسانيتهم بشكل منهجي وتمكنهم من التطهير العرقي". [114]
- صرح عالم السياسة جامعة هارفارد ستيفن والت أن “بايدن يبدو بلا قلب أو جاهل (أو كليهما) ويرى الكثيرون أنه ليس أفضل من ترامب”. [178]
- أصدر ممثلا الولايات المتحدة رشيدة طليب (ديمقراطية من ولاية ميشيغان) وكوري بوش (ديمقراطية من ولاية ميسوري) بيانًا مشتركًا لدعم جنوب أفريقيا]" ضد إسرائيل" القضية، التي تنص على أنه "يجب على الولايات المتحدة أن تتوقف عن محاولة تشويه وتقويض هذه القضية والنظام القانوني الدولي الذي تدعي أنها تدعمه". [33]

- أدان أعضاء الكونجرس رو خانا (ديمقراطي من ولاية كاليفورنيا)، وفال هويل (ديمقراطي من ولاية أوريغون)، ومايك لي (جمهوري من ولاية يوتا) الضربات الصاروخية لعام 2024 في اليمن التي شنها بايدن. مشيراً إلى أن الكونجرس وحده هو الذي يملك سلطة الموافقة على الحرب. [34]
- أجبر السيناتور الأمريكي بيرني ساندرز (I-VT) على التصويت على قرار يطالب وزارة الخارجية باستكشاف ما إذا كانت الأسلحة الأمريكية تُستخدم لانتهاك القانون الإنساني الدولي. [179]
  - وصف مركز المدنيين في الصراع فشل قرار ساندرز بأغلبية 72 صوتًا مقابل 11 صوتًا بأنه "مخيب للآمال للغاية". [180]
- صرح آرون ديفيد ميلر، وهو مسؤول سابق في وزارة الخارجية، أن سياسات جو بايدن حولت الولايات المتحدة إلى "محامي إسرائيل". [117]
- حثت رسالة من 60 عضوًا في الكونجرس من الحزب الديمقراطي وزير الخارجية الأمريكي أنتوني بلينكن على إدانة التهجير القسري للفلسطينيين من غزة. [35]
- أصدرت مجموعة مكونة من عشرة أعضاء في الكونغرس اليهودي بياناً يدين معارضة نتنياهو لإقامة دولة فلسطينية، وجاء فيه: "نحن نختلف بشدة مع رئيس الوزراء. إن حل الدولتين هو الطريق إلى الأمام". [36]
- كتب عضو الكونجرس من تكساس لويد دوجيت: "بعد كل ما فعلته أمريكا من أجله، إذا كان نتنياهو بحاجة إلى أن يكون قادرًا على قول لا لنا، فعلينا أن نقول له لا ونفعل ذلك الآن!" [37]
- طلبت مجموعة من خمسة أعضاء في الكونغرس من مكتب محاسبة الحكومة مراجعة ما إذا كانت الأسلحة المنقولة إلى إسرائيل تُستخدم في انتهاك القانون الدولي. [38]
- وفقًا للاستطلاع الذي أجرته جامعة هارفارد CAPS–Harris Poll في 17-18 يناير 2024، قال 67% من الأمريكيين المشاركين في الاستطلاع إن وقف إطلاق النار في غزة يجب أن يحدث فقط بعد إطلاق سراح جميع الرهائن الإسرائيليين وحماس. تتم إزالته من السلطة. يعتقد 74% من المستطلعين الأمريكيين أن هجوم حماس كان إبادة جماعية، بينما يعتقد 34% من المستطلعين أن إسرائيل ترتكب إبادة جماعية. [181]
- وجد استطلاع أجرته ذي إيكونوميست/يوجوف أن 49 بالمائة من الأشخاص الذين تتراوح أعمارهم بين 18 و29 عامًا يوافقون على القول بأن إسرائيل ترتكب إبادة جماعية، ويوافق 49 بالمائة من الديمقراطيين المسجلين أيضًا على أن إسرائيل ترتكب إبادة جماعية. [182]